# Acetanilida
A acetanilida (C8H9NO) é uma amida e foi um dos primeiros analgésicos a serem introduzidos (Na Alemanha e na França), em 1884, com o nome registrado de Antifebrina, a fim de substituir os derivados da morfina. 
Hoje não é mais usada, já que é hepatotóxica e também causa sérios problemas no sistema de transporte de oxigênio. Foi totalmente substituída por seus derivados, os analgésicos salicilados, como a Aspirina e o Paracetamol, também chamado Acetaminophen.
Foi uma droga utilizada para combater a febre e a dor de cabeça. Esta substância tem ação analgésica suave (alivia a dor) e antipirética (reduzem a febre).
A acetanilida pode ser fácilmente purificada através de  recristalizações, usando carvão ativo. Quando pura,  em ponto de fusão de exatamente 114.3 Graus Celsius. Por sua facilidade de preparação e purificação, e por seu Ponto de Fusão constante, é reportada como um padrão para calibração de aparelhos de ponto de fusão.